# Grigore Moisil (vicar)
Grigore Moisil (n. 10 ianuarie 1814, Șanț, Bistrița-Năsăud, România – d. 3 octombrie 1881, Năsăud, Austro-Ungaria) a fost un cleric și om de cultură român, vicar al Vicariatului Rodnei și protopop greco-catolic al Năsăudului, bunicul academicianului Constantin Moisil și străbunicul academicianului Grigore C. Moisil.

## Biografie
La fel ca cei mai mulți dintre fiii de grăniceri, Grigore Moisil a urmat mai întâi cursurile școlii triviale din Sângeorzul Român, pentru ca apoi să-și continue studiile în cadrul Școlii Normale din Năsăud. Ca și cei mai de seamă intelectuali români ai acelor timpuri, pasul următor în formarea educațională a lui Moisil a fost Gimnaziul din Blaj. Aici a studiat teologia și filosofia între anii 1831 și 1840.  
După terminarea studiilor a fost numit în 1841 paroh în Tiha Bârgăului, comună ce făcea parte din zona Regimentului II de Graniță Năsăud. Ca preot a desfășurat o foarte bună activitate, fiind foarte apreciat de grăniceri și de superiorii săi. Ca urmare a conduitei sale, în anul 1859, când vicarul Macedon Pop a fost chemat la Gherla, episcopul Ioan Alexi l-a numit în funcția rămasă vacantă pe preotul Grigore Moisil.
Ca vicar foraneu al Rodnei și protopop al Năsăudului, Grigore Moisil s-a implicat pentru cauza grănicerilor și a mișcării naționale în general. Grigore Moisil a deținut această funcție până la finalul vieții sale.

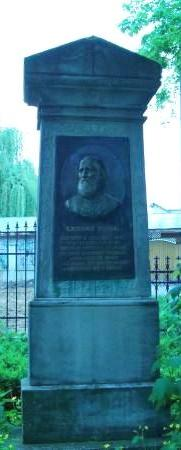
Monumentul ridicat în memoria vicarului foraneu Grigore Moisil, lângă vechea biserică vicarială "Sfântul Nicolae" din Năsăud

## Implicarea vicarului Grigore Moisil în viața politică
Activitatea vicarului ca fruntaș al luptei pentru apărarea drepturilor începe încă din momentul instalării sale în Scaunul vicarial al Rodnei. În 1859 grănicerii purtau de aproape un deceniu o acerbă activitate de recâștigare a fondurilor și drepturilor lor, care deși fuseseră recunoscute prin patenta imperială dată imediat după desființarea regimentului în 1851, practic acestea le fuseseră luate. Principalul for împotriva căruia luptau grănicerii era erariul (fiscul). Implicarea noului vicar în soluționarea acestei chestiuni s-a simțit imediat, Grigore Moisil având o serie de consfătuiri cu alți doi fruntași de seamă ai năsăudenilor, Vasile Nașcu și Petru Tanco. Un prim rezultat al eforturilor celor trei a fost convocarea pe 2 august 1860 a unui număr de 105 reprezentanți ai celor 44 de comune foste grănicerești și pe membrii Comisiei administratoare a Fondurilor grănicerești într-o adunare, în urma căreia s-a decis trimiterea la Viena a unei delegații care să solicite împăratului rezolvarea cât mai grabnică a tuturor problemelor grănicerești aflate în litigiu.
Însă trimiterea unei delegații a năsăudenilor în Viena, capitala imperială, a provocat împotrivirea autorităților săsești din Bistrița – direct interesate și ele de drepturile de proprietate ale foștilor grăniceri – fapt ce l-a determinat pe vicarul Grigore Moisil să reacționeze energic prin trimiterea unei adrese în care amenința că va semnala acest fapt forurilor centrale. Intervenția vicarului s-a dovedit a fi foarte eficientă, delegația năsăudenilor ajungând la Viena și fiind primită de împărat pe 10 decembrie 1860. 
Un alt moment în care vicarul își face simțită prezența în fruntea mișcării politice a năsăudenilor o reprezintă solicitarea înființării la inițiativa lui Moisil a unui District autonom al Năsăudului. Solicitarea era o urmare a emiterii Diplomei din 20 octombrie și a agitației provocate de revendicările sașilor, secuilor și maghiarilor de restaurare a vechilor comitate, lucru care provoacă o mare îngrijorare în rândurile foștilor grăniceri. În acest scop în cadrul unei adunări a liderilor năsăudenilor, se decide trimiterea unei noi delegații la Viena.
Deși au avut de înfruntat numeroase piedici puse de opozanții înființării unui district autonom românesc la granița cu Principatele Unite – cel mai fervent fiind cancelarul maghiar Francisc Kemény – foștii grăniceri obțin prin actul imperial din 24 martie 1861 aprobarea revendicării lor. Însă lupta politică în „chestiunea districtului” nu era rezolvată, vicarul Grigore Moisil și ceilalți fruntași năsăudeni trebuind să-și coroboreze eforturile pentru numirea lui Alexandru Bohățel în funcția de căpitan suprem (prefect) al districtului, candidatul grănicerilor fiind în competiție electorală cu oameni politici maghiari susținuți de cancelarul Kemény și guvernatorul Mikó. 
În acest scop vicarul convoacă o mare adunare a foștilor grăniceri pe 18 aprilie 1861, care decide trimiterea unei noi delegații la împărat pentru soluționarea și a acestei probleme, precum și pentru recunoașterea limbii române ca limbă oficială a districtului. În cele din urmă năsăudenii au avut câștig de cauză și în această chestiune pe 18 iunie 1861, Alexandru Bohățiel fiind instalat în funcția de căpitan suprem. Pentru o bună administrare a districtului și pentru că se dorea alcătuirea corpului de funcționari exclusiv din români, vicarul întocmește o listă cu „fiii districtului” cu o pregătire necesară ocupării unor asemenea funcții, pe care îi cheamă să servească interesele noii unități administrative.
Activitatea politică a lui Grigore Moisil a fost dublată și de una pe tărâmul administrației ecleziastice și a celui educațional. 
Odată rezolvată problema districtului, vicarul solicită înființarea unei episcopii la Năsăud, considerând o soluție adecvată în acest sens mutarea aici a Episcopiei de la Gherla. Acest proiect al vicarului, deși a întrunit sprijinul episcopului Ioan Alexi și al prepozitului Macedon Pop, nu a putut fi pusă în practică. Eforturile vicarului - care îndeplinea și funcția de inspector al școlilor din zona fostului regiment de graniță - pe plan educațional și cultural s-au centrat în primul rând spre redobândirea fondurilor școlare grănicerești. Din bogatele venituri obținute din aceste fonduri, vicarul plănuia să aducă Năsăudul la nivelul Blajului, făcând din capitala districtului „o formidabilă fortăreață de cultură și viață românească”. 
Vicarul s-a preocupat totodată de asigurarea cărților necesare atât școlarilor cât și învățătorilor, având în vedere faptul că acestea erau foarte rare în acele vremuri. A insistat să se mărească fondurile școlare înființate de vicarul Marian astfel încât să poată fi asigurate toate necesitățile școlilor din district, a încurajat ridicarea de clădiri noi pentru localurile de școală și s-a preocupat permanent de îmbunătățirea pregătirii învățătorilor precum și de situația materială a acestora. Cea mai mare realizare a vicarului a fost înființarea la Năsăud, în anul 1863, a Gimnaziului Superior Grăniceresc, al cărui director a fost până în anul 1868, când s-a retras din cauza multiplelor sarcini cărora trebuia să le facă față, mulțumit că lasă în urma sa un corp profesoral bine pregătit si capabil să ducă mai departe munca începută.
Cursul evenimentelor, atât de favorabil năsăudenilor avea să cunoască o orientare mai mult decât neprielnică acestora în urma semnării dualismului austro-ungar. În acest context, la presiunile tot mai intense făcute de autoritățile maghiare, Districtul Năsăudului a fost anexat în anul 1876 la cel săsesc al Bistriței. Vicarul Grigore Moisil, cu aceeași tenacitate cu care luptase pentru împlinirea celorlalte deziderate ale năsăudenilor, conștient că doar așa Năsăudul și românii din această regiune puteau să-și mențină statutul de dinainte, reia proiectul de mutare a Episcopiei Gherlei la Năsăud. Pentru realizarea acestui deziderat, vicarul convoacă o adunare pe 21 mai 1876, în cadrul căreia se ia hotărârea unanimă de a face pașii necesari mutării episcopiei. Vicarul înaintează episcopului Mihail Pavel de la Gherla un memoriu asemănător celui din 1861 și decide totodată trimiterea unei delegații la împărat.
Delegația compusă din Alexandru Bohățiel, vicarul Grigore Moisil și Ioachim Mureșan, predă petiția prin care se solicita mutarea sediului episcopal la Năsăud în cadrul unei audiențe avute în timpul vizitei împăratului la Sibiu. De la Sibiu cei trei pornesc spre Budapesta și Viena unde poartă discuții cu mai mulți oficiali guvernamentali, pentru ca totul să culmineze cu o nouă audiență la împăratul Francisc Iosif pe 21 septembrie 1876. Cu toate eforturile depuse de vicar și însoțitorii săi mutarea episcopiei de la Gherla la Năsăud nu a fost posibilă, deși episcopul unit Mihail Pavel a fost de acord cu acesta.
În anii care au urmat vicarul a renunțat la proiectul episcopiei. Construcția Bisericii Sfântul Nicolae din Năsăud avea să se încheie în anul 1884, la trei ani după moartea vicarului foraneu Grigore Moisil, principalul ctitor al lăcașului.